# Napier Mountains
Napier Mountains är ett berg i Antarktis. Det ligger i Östantarktis. Australien gör anspråk på området. Toppen på Napier Mountains är 2 300 meter över havet.
Terrängen runt Napier Mountains är kuperad norrut, men söderut är den platt. Napier Mountains är den högsta punkten i trakten. Trakten är obefolkad. Det finns inga samhällen i närheten. 